# HMS Nairana (D05)
Pour les autres navires du même nom, voir HMS Nairana et HNLMS Karel Doorman.
Le HMS Nairana est un porte-avions d'escorte, navire de tête de sa classe converti à partir d'un cargo, en service dans la Royal Navy à partir de 1943.
Il participe à de nombreuses escortes de convois durant la Seconde Guerre mondiale et est transféré dans la Marine royale néerlandaise en 1946 sous le nom de Karel Doorman (QH1), avant d'être vendu à la Marine marchande et renommé Port Victor jusqu'à sa démolition en 1971.

## Conception
Le Nairana fait partie, avec les Vindex et Campania, d'un ensemble de trois cargos achevés comme porte-avions d'escorte. Regroupés sous le nom de classe Nairana, ils seront achevés entre fin 1942 et début 1944.
Le Nairana est mis sur cale le 6 novembre 1941 aux chantiers John Brown & Co de Clydebank (Grande-Bretagne) en tant que navire marchand, et est achevé fin 1943 en porte-avions d'escorte. Équipé d'un hangar avec un ascenseur simple de 13,71 x 10,36 mètres, il n'a pas de catapulte mais dispose de 8 brins d'arrêt pour un pont d'envol en plaques d'acier de 153 x 20,11 mètres. Il emporte un groupe aérien de douze à vingt avions en fonction des périodes. Celui-ci est composé de Swordish, de Sea Hurricane, ou de Wildcat, ces derniers étant remplacés par des Barracuda ou des Firefly à partir de novembre 1945 pour des entraînements à l'appontage. Il transporte également 52 000 gallons Avgas (Aviation Gasoline Spirit — essence pour avions).

## Historique
Le 17 décembre 1943, le Nairana quitte le chantier naval pour débuter des entraînements dans la Clyde puis à Gourock. Le 25 janvier 1944, il est affecté au Western Approaches Command où il est déployé avec des Swordfish et les Sea Hurricane du 835 Naval Air Squadron (en) (Fleet Air Arm). Quatre jours plus tard, le porte-avions prend la mer en compagnie du 2e Escort Group, sous le commandement du capitaine Frederic John Walker, pour escorter les convois OS 66 et KMS 70 dans les eaux de l'ouest de l'Irlande et pour fournir une escorte éloignée aux convois ON 222 et ONS 28. En février 1944, il couvre les convois SL 147, MKS 38, HX 227, CU 13, OS 69 et KMS 43, atteignant Gibraltar le 6 mars 1944. Trois jours plus tard, il reprend la mer en compagnie du HMS Activity pour escorter le convoi MKF 29 en direction de la Clyde. Durant cette opération, les chasseurs abattent des Junkers Ju 290 de la Luftwaffe. Le 24 mars, le Nairana appareille de la Clyde pour escorter les convois OS 72 et KMS 46, et le 10 avril, appareille de Gibraltar pour escorter les convois SL 154 et MKS 45.
Le 13 mai 1944, il effectue une opération anti-sous-marine au large de Londonderry et trois jours plus tard, participe à la couverture (avec le 15e Escort Group) des convois SL 157, MKS 48, SL 158 et MKS 49. Après un retour dans la Clyde en juin 1944, il effectue un aller-retour à Gibraltar avec le convoi KMF 32 et MKF 32 avant d'être brièvement réparé en juillet et août. Le 24 août, il appareille de la Clyde avec le convoi KMF 34 jusqu'à Gibraltar, qu'il quitte le 10 septembre avec le convoi MKF 34. Il entrera de nouveau en réparation à partir du 14 septembre 1944.
Le 15 octobre 1944, il est prêté à la Home Fleet pour des opérations de soutien aux convois pour la Russie. Le 835 Naval Air Squadron complété par d'autres Swordfish portent le nombre d'appareils à 20. Le 21 octobre débute l'opération Trial; des forces incluant le Vindex, le Tracker, le Nairana et deux groupes d'escortes partent avec le convoi JW 61 (62 navires marchands) pour le Nord de la Russie. Le 31 octobre 1944, la force opérationnelle prend la route du retour au départ de la presqu'île de Kola avec le convoi RA 61. Cent quatre heures de couverture aérienne ont été effectuées concernant les convois au départ et sur le chemin du retour, la presque totalité d'entre elles la nuit.
Le 9 novembre 1944, le porte-avion atteint la Clyde pour une période de correction des défauts. Après une révision, l'opération Acumen débute le 30 novembre. Le Nairana appareille de Scapa Flow en compagnie du Campania pour escorter le convoi JW 62 vers le Nord de la Russie. Lors de la traversée, les appareils des porte-avions d'escorte abattent un BV-138 et deux Junkers 88, mais ils perdent un Wildcat et son pilote au combat. La route du retour s'effectue au départ de la presqu'île de Kola le 10 décembre 1944 avec le convoi RA 62. Le nombre total des heures de vol durant cette opération est de 162, la presque totalité d'entre elles la nuit. Le Nairana atteint la Clyde le 20 décembre.
Le 1er janvier 1945 est planifiée l'opération Sampler, une attaque sur le transport maritime ennemi près Vaagso (Norvège), mais elle sera abandonnée en raison du mauvais temps. Cependant, le 28 janvier 1945, il prend la mer en compagnie du HMS Premier pour l'opération Winded, couvrant une attaque nocturne de Swordfish embarqués sur le HMS Campania, sur Vaagso. Deux jours plus tard, le Nairana couvre une attaque aérienne sur Stadlandet (en) (Norvège).
L'opération Hotbed débute le 3 février 1945. Le porte-avions appareille de Scapa Flow avec l'escorte du convoi JW 64, composée du Campania, du croiseur Bellona et huit flottes de destroyers. Le convoi comprend 26 navires marchands en direction du Nord de la Russie. Les Allemands attaquent en masse le convoi, avec 25 bombardiers-torpilleurs, mais ils perdent 21 d'entre eux, 4 abattus et 5 probables par la chasse embarquée et le reste par la défense aérienne du convoi. Le 17 février 1945, le porte-avions effectue le voyage du retour au départ de la presqu'île de Kola avec le convoi RA 64. Le nombre total des heures de vol de cette opération est de 148, dont 46 de nuit. Le Nairana atteint Scapa Flow le 27 février.
Le 26 mars, il prend part à l'opération Prefix en compagnie du HMS Puncher. Des Wildcat, avec simplement un Firefly comme leader pour la navigation, arrivent à attaquer des navires à Ålesund, puis à détruire une station radio malgré une mauvaise météo et une mauvaise visibilité. L'opération s'achève à leurs arrivées à Scapa Flow le 29 mars 1945. Deux jours après, le porte-avions arrive à Belfast pour réparations majeures.
Le 7 août 1945, il touche un embarcadère lors d'une manœuvre pour entrer en cale sèche. En octobre 1945 après des réparations, il est affecté comme transporteur et comme bâtiment pour la formation à l'appontage dans une zone de la mer d'Irlande. Le 23 janvier 1946, il rejoint les chantiers navals de la Clyde pour des réparations et des modifications.

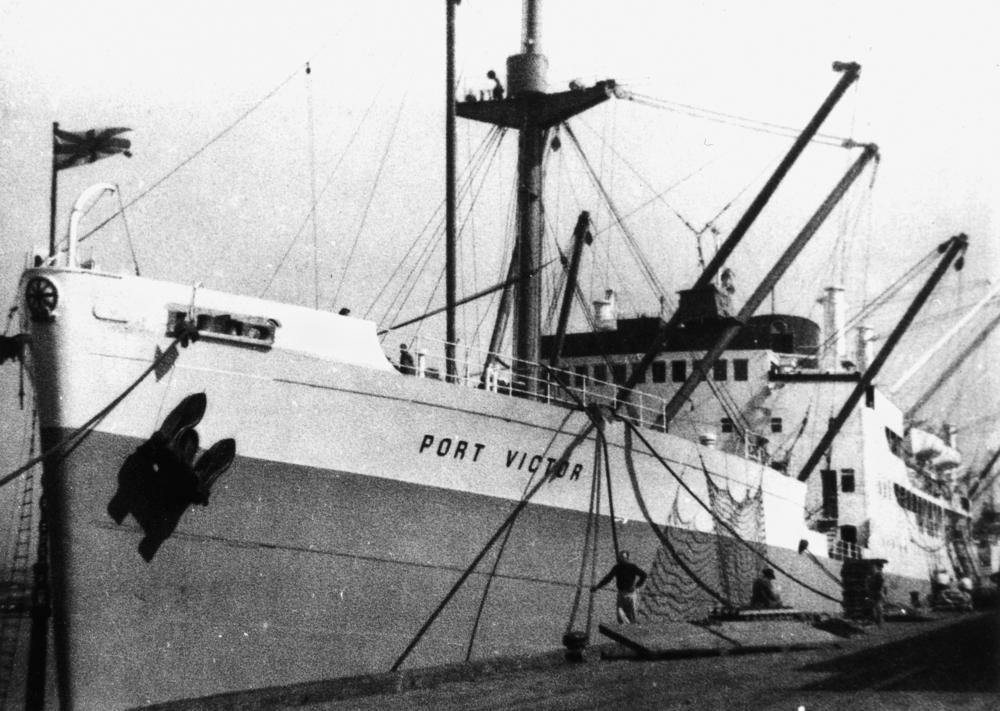
Le Port Victor après sa reconversion en navire marchand.

Le 23 mars 1946, il est prêté à la Marine royale néerlandaise, devenant ainsi le premier porte-avions de la Koninklijke Marine. Il est renommé HNLMS Karel Doorman et prend le numéro QH1. Le 28 mai 1948, il est de retour dans la Royal Navy, arrivant à la base de Devonport, avant d'être converti en navire marchand et revendu à la Marine marchande. Renommé Port Victor, il appartient à la Cunard Line mais est géré par Blue Star Port Lines jusqu'à sa revente en 1971. Le 21 juillet 1971, il est envoyé à Faslane où il est démoli.